# Footbal Club Vilnius
L'FC Vilnius (nome completo Footbal Club Vilnius), chiamato comunemente Vilnius, è una società calcistica con sede a Vilnius, in Lituania. Milita nella I Lyga, la seconda serie del campionato lituano.

## Palmarès

### Altri piazzamenti
- Coppa di Lituania:

Semifinalista: 2011-2012